# سامنيوم

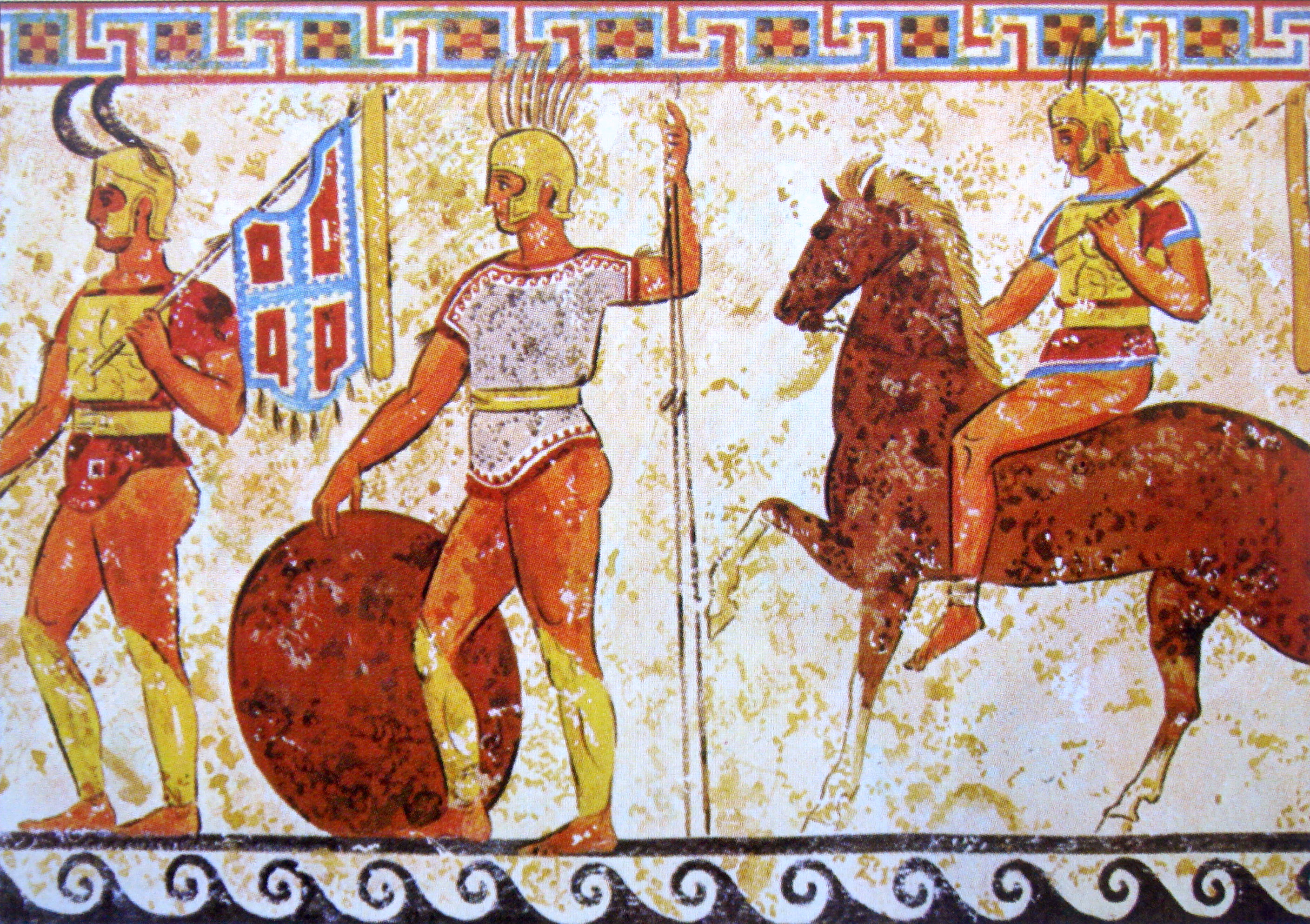
جنود سامنيون من لوحة على ضريح في بيستوم في لوكانيا من القرن الرابع قبل الميلاد.

سامنيوم (باللاتينية: Samnium) هو إقليم نجد/ وسط إيطالية في العصر الرومي. لا يزال الإسم معلوماً ومعروفاً عند الإيطاليين، ولكن حدودها تقلصت أكثر مما كانت عليه. دعي أهل سامنيوم بالسامنيين من قبل الرومانيين. بينما سموا بلدهم سافينيم - والأصل أن الباء فاء لكن الروم قلبت الحرف - (في إحدى النقوش على عملاتهم) وإسم سافينيين على الشعب. كان لسانهم هو الأوسكانية. ومع ذلك، لم يتكلم كل السامنيون بالأوسكانية ولم يقطن كل الأوسكانيون في سامنيوم.